# アニータ・ロディック
アニータ・ロディック（Dame Anita Lucia Roddick, DBE, 1942年10月23日 - 2007年9月10日）は、イギリスの女性実業家。ザ・ボディショップの創設者である。

## 人物
サセックス州リトルハンプトンで、イタリア移民の家庭に生まれた。彼女の母はカフェを営み、リサイクルを習慣とする女性だった。学校卒業後、教師の勉強をし、世界中を旅行してまわった。1970年、友人の紹介で知り合ったゴードン・ロディックと結婚。夫婦でレストランを開いた。
アニータは国際連合で働いたことがあり、世界各国を旅した経験から様々な人と文化に触れていた。1976年、夫がアメリカに単身赴任している間に、娘2人とザ・ボディショップ1号店をリトルハンプトンに開店した。はじめは、たった15品の化粧品からのスタートだった。6ヶ月後に2号店をオープン。ゴードンも帰国後にビジネスに加わった。1991年には、支店が700店舗に増えていた。自然由来の成分で作る、自社製品の動物実験をしない、容器のリユースを促進するための商品量り売り、弱い立場にある生産者からフェアトレードで原材料を購入するなど、画期的な施策を打ち出し広めていった。2004年までに、1980店舗をもち、のべ77億人に商品を売ったとされる。ザ・ボディショップは、世界の28のトップ・ブランド中、イギリスで最も信頼できるブランドの2位に選ばれた。
事業と平行して環境活動と児童福祉活動にも熱心に取り組んでいる。2003年にはデイムの称号を授与された。2006年3月、ザ・ボディショップはフランスのロレアルグループに約6億5200万ポンドで買収された。これには、ロレアルが動物実験をおこなう企業であることと、ロレアル経営にネスレが参加していることから論争となった。アニータは企業モラル活動家でもあり、かつて発展途上国での乳児用粉ミルク販売が企業倫理を冒しているとして、ネスレ商品の不買運動を進めたことがあった。
2007年2月14日、アニータは自らがC型肝炎患者であることを公表した。1971年に次女を出産した際に使われた輸血の汚染が原因と語り、肝硬変も患っていたという。同年9月10日、脳内出血のため死去。